# Ammonite Original Motion Picture Soundtrack
Die Musik für Ammonite, ein romantisches Filmdrama von Francis Lee, wurde von Volker Bertelmann und Dustin O’Halloran komponiert. Das Soundtrack-Album wurde am 13. November 2020 veröffentlicht.

## Entstehungsgeschichte

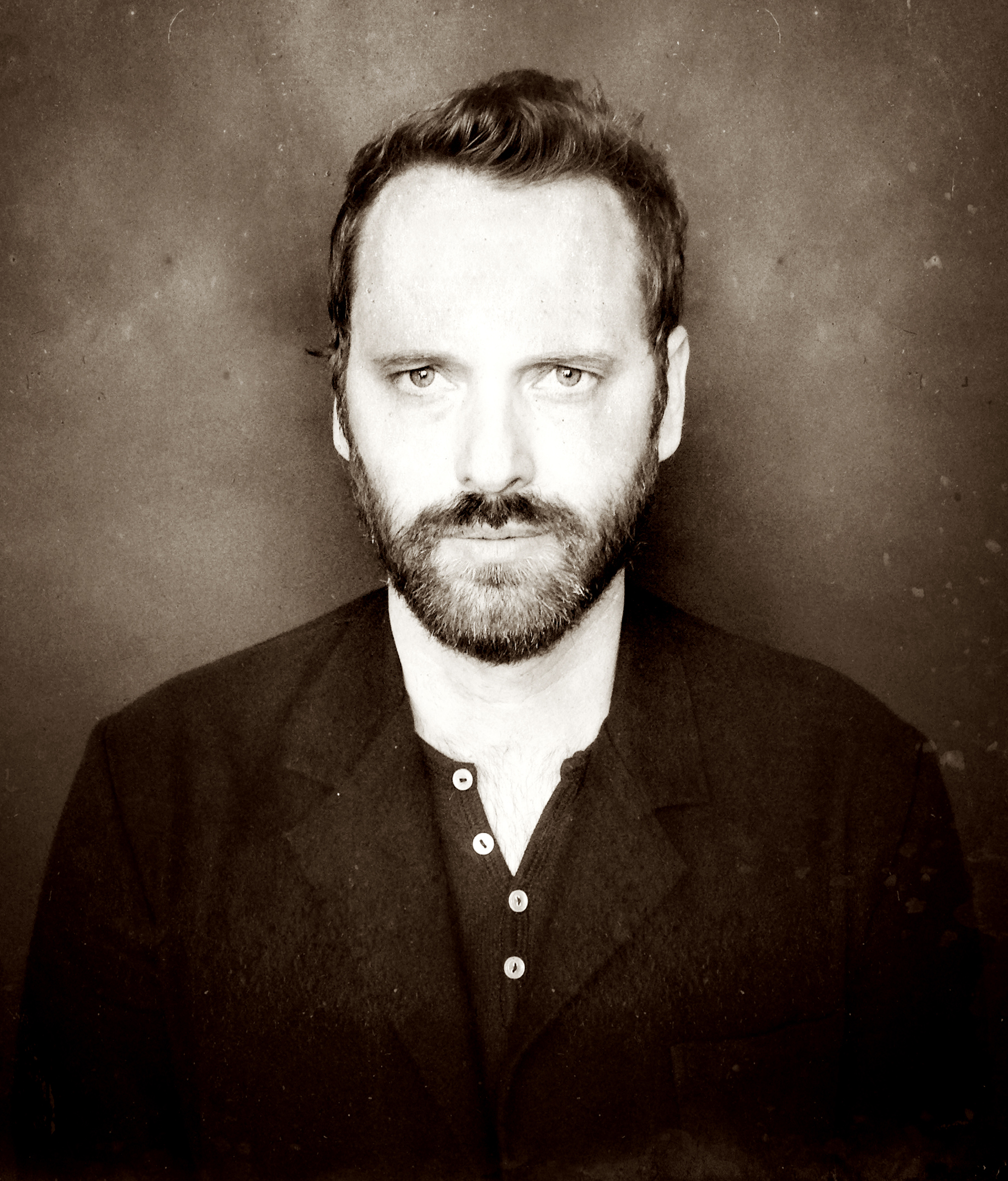
Der in Berlin lebende Dustin O’Halloran

Die Musik für den Film Ammonite von Francis Lee wurde von Volker Bertelmann und Dustin O’Halloran komponiert. Es handelt sich um die fünfte Zusammenarbeit von Bertelmann und O’Halloran. Letzterer hatte bereits gemeinsam mit Adam Wiltzie die Musik für Lees Film God’s Own Country komponiert. In Ammonite wird eine fiktive Beziehung der britischen Fossiliensammlerin Mary Anning mit Charlotte Murchison beschrieben, der Frau des schottischen Geologen Roderick Murchison. Anning lebt mitten im viktorianischen Zeitalter allein an der rauen Südküste Englands. Als ein wohlhabender Kunde, Marys Kollege Roderick Murchison, sie bittet, sich ein wenig um seine melancholische Frau Charlotte zu kümmern, kann sie es sich nicht leisten, sein Angebot abzulehnen, denn sie braucht das Geld. Fortan führt sie Charlotte in die Geheimnisse der Fossiliensuche ein.
Sie beschreiben den Prozess bei der Komposition der Musik als „organisch“ und setzten auf eine Kombination aus Klavier und Streichern. Sie benutzten für die Aufnahme von Fossils, dem ersten Stück auf dem Soundtrack-Album, einen Flügel und ließen dann einige Streicher einzeln und als Quartett spielen, so Bertelmann.

## Veröffentlichung
Das Soundtrack-Album mit insgesamt neun Musikstücken wurde am 13. November 2020 von Milan Records veröffentlicht. Bereits Ende Oktober 2020 wurde das Stück Fossils veröffentlicht.

## Titelliste
1. Fossils (5:40)
2. Strong Enough (1:45)
3. Dig (2:13)
4. Leave (2:31)
5. Boat (2:39)
6. Post (2:40)
7. Beach (1:43)
8. End (2:43)
9. Aria (2:00)